# Biblioteka Instytutu Botaniki w Krakowie
Biblioteka Instytutu Botaniki – w 1953, równocześnie z powstaniem Zakładu Botaniki PAN, staraniem profesora Władysława Szafera, powołana została biblioteka, która w połączeniu z już istniejącą biblioteką Katedry Systematyki i Geografii Roślin i Ogrodu Botanicznego UJ, dała podwaliny do stworzenia wspólnej, największej specjalistycznej biblioteki botanicznej w Polsce. Do 31 maja 2017 r. Biblioteka stanowiła wspólną jednostkę dla dwóch niezależnych instytutów – Instytutu Botaniki im. W. Szafera Polskiej Akademii Nauk i Instytutu Botaniki Uniwersytetu Jagiellońskiego w Krakowie.

## Lokalizacja
Magazyny zbiorów
W początkowym okresie istnienia wspólnej Biblioteki znalazła ona swoje lokum w starym dwukondygnacyjnym budynku przy ul. Lubicz 46. W listopadzie 1955 bibliotekę przeniesiono do dobudowanej części budynku, urządzając ją na pierwszym piętrze w pomieszczeniu będącym równocześnie salą posiedzeń dla celów wewnętrznych Instytutu Botaniki PAN (wówczas Zakładu Botaniki).
Dynamiczny przyrost wydawnictw, zwłaszcza ze strony IB PAN, powodował gwałtowne kurczenie się wolnych powierzchni magazynowych i konieczność zagospodarowania dodatkowych pomieszczeń z przeznaczeniem na magazyny zbiorów. W 1968 Biblioteka otrzymała, w nowym pięciokondygnacyjnym budynku, wybudowanym w sąsiedztwie już istniejącego, przestronne pomieszczenie, do którego przeniesiono wszystkie czasopisma i część książek. Prace te, połączone z melioracją katalogu i zmianą sygnatur, ukończono w 1969 roku. Kolejny magazyn, zlokalizowany tym razem przy ul. Kopernika 27, oddano w użytkowanie Bibliotece dopiero w 1980 r. Lokalizacja ta wymagała kompleksowej selekcji księgozbioru pod kątem czytelnictwa. Ostatecznie w magazynie umieszczono wybrane tytuły, najrzadziej wykorzystywanych czasopism i znaczną część broszur.
W styczniu 2002 Instytut Botaniki UJ przekazał bibliotece, w obrębie ul. Kopernika 27, wyremontowane pomieszczenie z przeznaczeniem na magazyn, wyposażone w szafy kompaktowe. W magazynie tym, obok wcześniej wybranych tytułów czasopism, znalazły swe miejsce wszystkie broszury i część książek.
Na przełomie lat 2001/2002, dzięki staraniom obecnego Dyrektora Instytutu Botaniki PAN, Prof. dr hab. Zbigniewa Mirka, Biblioteka przeprowadziła się do nowego budynku, wybudowanego na tyłach kompleksu budynków przy ul. Lubicz 46. Na dwóch piętrach rozlokowano: przestronną wypożyczalnię wraz z czytelnią i katalogami, pomieszczenia dla pracowników oraz nowoczesny magazyn zbiorów, wyposażony w szafy kompaktowe. Jednocześnie Biblioteka opuściła dotychczas zajmowane pokoje i magazyny, pozostawiając w jednym z pomieszczeń starodruki i polonica, a w sali posiedzeń Instytutu tzw. księgozbiór podręczny, z najcenniejszymi florami, encyklopediami, słownikami przyrodniczymi, informatorami i in., stanowiącymi dopełnienie naukowego klimatu tego pomieszczenia.
Wypożyczalnia
Z początkiem lat sześćdziesiątych, w jednym z pomieszczeń, będącym równocześnie miejscem pracy dla trzech osób, urządzono wypożyczalnię wyposażoną w półki na karty książek, drewniane regały na wydawnictwa zamówione bądź oczekujące na czytelników po wystawie i ladę do obsługi czytelników. W takim kształcie, z drobnymi modyfikacjami, przetrwała ona do marca 2002 r.
Obecną, nowoczesną wypożyczalnię, znajdującą się w nowym kompleksie bibliotecznym, wyposażono w estetyczną ladę, komputerowe stanowisko pracy dla bibliotekarza, windę do przewożenia zbiorów z magazynu oraz ruchome półki, na których umieszczono karty książek.

## Profil księgozbioru
Specjalizacja zbiorów
Biblioteka gromadzi piśmiennictwo z zakresu botaniki, paleobotaniki, mykologii i dziedzin pokrewnych – ekologii, ochrony przyrody, ochrony środowiska, dendrologii, leśnictwa, rolnictwa, ogrodnictwa, gleboznawstwa, geologii, archeologii, geografii i in.
Oprócz czasopism specjalistycznych, podręczników i innych wydawnictw naukowych, gromadzone są także mapy, przezrocza, mikrofilmy, mikrofisze, atlasy botaniczne, słowniki, leksykony i encyklopedie przyrodnicze i geograficzne, słowniki językowe, a także literatura o charakterze popularnonaukowym.
Zbiory specjalne i kolekcje
Obok gromadzonej na bieżąco podstawowej literatury, niezbędnej do pracy naukowej, studiowania, bądź zgłębiania i poszerzania wiedzy botanicznej, Biblioteka posiada także bogaty dział starodruków, spośród których do najcenniejszych zaliczyć należy:
- Fries E. – Observationes Mycologicae. Havniae, 1815
- De Lamarck J. B., De Candolle A. P. – Synopsis Plantarum in Flora Gallica Descriptarum. Paris, 1806.
- Linne C. – Systema Plantarum Europae [...]. T. I-III. Coloniae 1785.
- Lonicer Adam – Vollständiges Kräuter-Buch oder das Buch über der Reiche der Natur. Augsburg, 1793;

Za niezwykle cenne należy uznać herbarze, będące zarazem najstarszymi drukowanymi księgami przyrodniczymi w Bibliotece, jak i polonica botaniczne, których zbiór obejmuje prace XVIII- i XIX-wiecznych klasyków botaniki polskiej, m.in. Feliksa Berdaua, W. S. J. G. Bessera, Krzysztofa Kluka, Józefa Jundziłła, Stanisława Bonifacego Jundziłła, Mariana Raciborskiego.
Jedną z najciekawszych kolekcji stanowią stare podręczniki botaniczne autorstwa Krzysztofa Kluka, Karola Linneusza, Edwarda Strasburgera, Józefa Rostafińskiego, Richarda Wettsteina, Dezyderego Szymkiewicza i in. Dopełnieniem bogactwa kolekcji jest zbiór starych flor, z których najcenniejsza jest pierwsza flora Tatr G. Wahlenberga Flora Carpatorum Principalium exhibens plantas in Montibus Carpaticus inter flumina Waagum et Dunajetz (Göttingen, 1814). W zbiorach Biblioteki znajdują się także ilustrowane atlasy roślin, będące prawdziwymi dziełami sztuki wydawniczej, np. Schmidel D. Casimirus Christophorus – Icones plantarum et analyses partium aeri incisae atque vivis coloribus (Erlangae, 1793).

## Sposoby powiększania i uzupełniania zbiorów
- zakup książek z funduszy własnych biblioteki i grantów pracowników naukowych,
- prenumerata czasopism krajowych i zagranicznych,
- wymiana krajowa i zagraniczna czasopism, książek, broszur,
- dary otrzymywane od czytelników indywidualnych i instytucji.

Aktualnie Biblioteka współpracuje z 43 kontrahentami krajowymi i 396 zagranicznymi, w 59 krajach. W ramach wymiany zagranicznej Biblioteka uzyskuje rokrocznie prawie 400 tytułów czasopism – dla porównania z prenumeraty około 60 tytułów. Do ważniejszych instytucji, z którymi Biblioteka prowadzi wieloletnią wymianę należą Library of Congress – Washington, Royal Botanical Garden – Edinburgh, Bibliotheque Nationale de France – Paris, The Hattori Botanical Library (Japonia), Biblioteka Akademii Nauk Rosji – Sankt Petersburg, The Institute of Scientific Information, Academy of Sciences of Russia – Moskva i in.
Nieocenionym źródłem wzbogacania księgozbioru są również zakupione lub darowane Bibliotece przez wybitnych botaników, kompletne kolekcje, m.in. Jadwigi Wołoszyńskiej, Władysława Szafera, Tadeusza Wilczyńskiego, Bogumiła Pawłowskiego, Andrzeja Środonia i Marii Reyman.

## Rodzaje katalogów bibliotecznych
Katalogi tradycyjne:
- alfabetyczne – według rodzajów dokumentów (katalogi alfabetyczne książek, broszur i czasopism),
- działowe – przy czym nazwy działów stanowią odpowiedniki najważniejszych dziedzin w obrębie botaniki oraz dyscyplin pokrewnych (katalogi działowe książek i broszur),
- specjalistyczne katalogi, dotyczące bardzo wąskich zagadnień z dziedziny botaniki np. katalog geograficzny flor, katalog systematyczny roślin.

Katalogi komputerowe:
- NUKAT (Narodowy Uniwersalny Katalog Centralny polskich bibliotek naukowych) posadowiony na serwerze Biblioteki Uniwersytetu Warszawskiego – . Biblioteka, posiadając bezpośredni dostęp do Katalogu, współuczestniczy w jego tworzeniu.
- lokalne bazy danych książek i broszur utworzone w systemie Micro CDS/ISIS (zamknięte w roku 1996, po rozpoczęciu pracy w systemie VTLS).
- katalog lokalny w systemie Koha posadowiony na serwerze Instytutu Botaniki PAN.

Początek prac nad zautomatyzowanymi katalogami bibliotecznymi, datowany na rok 1987, wiąże się z zainstalowaniem pierwszego komputera w Bibliotece. Natychmiast rozpoczęto intensywne działania zmierzające do utworzenia komputerowych baz danych. W tym celu podjęto współpracę z mieszczącą się w Krakowie Pracownią Informacji Naukowej podległą Ośrodkowi Informacji Naukowej PAN w Warszawie. Rezultatem tej współpracy było utworzenie czterech baz danych w pakiecie Micro CDS/ISIS, bezpłatnie rozpowszechnianym przez UNESCO: baza ewidencji wypożyczeń oraz bazy opracowania bibliograficznego książek, broszur i czasopism. Baza broszur obejmowała również opisy katalogowe artykułów z czasopism, będące kontynuacją kartoteki przeziernej.
Nieprzerwanie do roku 1996 kontynuowano prace w bazach opisów książek i broszur. Zamknięcie baz związane było z przejściem na nowoczesny zintegrowany system biblioteczny VTLS, wdrożony w przeważającej większości bibliotek naukowych w Polsce.
Od lipca 2002 r. Biblioteka nabyła uprawnienia do czynnego uczestnictwa w pracach nad tworzeniem centralnego katalogu bibliotek naukowych w Polsce (NUKAT) z wykorzystaniem systemu Virtua.

## Udostępnianie księgozbioru
- prezentacyjne – wystawy nowych nabytków biblioteki organizowane co dwa tygodnie w czasie roku akademickiego, dostępne dla wszystkich czytelników
- udostępnianie na miejscu – wszyscy użytkownicy, zwłaszcza uczniowie wszystkich poziomów szkół, olimpijczycy, studenci innych wydziałów UJ, uczelni krajowych i zagranicznych, pracownicy urzędów, szpitali, przedsiębiorstw itp.
- wypożyczenia na zewnątrz – pracownicy naukowi, doktoranci obydwu Instytutów, studenci Wydziału Biologii i Nauk o Ziemi oraz Wydziału Biotechnologii Uniwersytetu Jagiellońskiego
- wypożyczenia międzybiblioteczne krajowe i zagraniczne – pracownicy naukowi szkół wyższych oraz instytucji naukowych z terenu całej Polski i z zagranicy